# Бен Голдакр
Бен Голдакр (англ. Ben Michael Goldacre, нар. 1974) — британський лікар, автор наукових і науково-популярних публікацій. Станом на березень 2015 року працює в Centre for Evidence-Based Medicine (департамент Primary Care Health Sciences Оксфордського університету). Засновник ініціативи AllTrials, яка вимагає застосовувати методи відкритої науки в клінічних дослідженнях.
Голдакр відомий колонкою «Bad Science» в газеті Guardian, яку він вів у 2003—2011, і книгами:
- Bad Science (2008, російське видання «Обман в науці», 2010[7][8], критика ірраціональності та деяких форм нетрадиційної медицини);
- Bad Pharma (2012, «Вся правда про ліки»[9], вивчення рекламних та наукових практик компаній фармацевтичної промисловості)[10],
- I Think you'll Find it's a Bit More Complicated Than That (колекція журналістських робіт Бена).

Голдакр також виступає з публічними лекціями про обмани у наукових публікаціях.

## Нагороди
- Association of British Science Writers — Best Feature 2003 за статтю «Never mind the facts».[12]
- Association of British Science Writers — Best Feature 2005 за статтю «Don't dumb me down».[13]
- Freelance 2006 (Medical Journalism Awards).[14]
- Statistical Excellence In Journalism Award від Королівського статистичного товариства[15] за статтю «When the facts get in the way of a story».[16]
- Почесна ступінь Doctor of Science від Heriot-Watt University (червень 2009).[17]
- Почесна ступінь Doctor of Science від університету Лафборо (2010).[18]